# Каспер Лоренцен
Каспер Лоренцен (дан. Kasper Lorentzen, нар. 19 листопада 1985, Гвідовре) — данський футболіст, півзахисник клубу «Нордшелланд».
Насамперед відомий виступами за клуби «Брондбю» та «Раннерс», а також національну збірну Данії.

## Клубна кар'єра
У дорослому футболі дебютував 2003 року виступами за команду клубу «Брондбю», в якій провів шість сезонів, взявши участь у 89 матчах чемпіонату. Більшість часу, проведеного у складі «Брондбю», був основним гравцем команди.
Своєю грою за цю команду привернув увагу представників тренерського штабу клубу «Раннерс», до складу якого приєднався 2009 року. Відіграв за команду з Раннерса наступні 2,5 сезони своєї ігрової кар'єри. Граючи у складі «Раннерса» також здебільшого виходив на поле в основному складі команди.
До складу клубу «Нордшелланд» приєднався на початку 2012 року. Наразі встиг відіграти за команду з Фарума 24 матчі в національному чемпіонаті.

## Виступи за збірні
Протягом 2004–2006 років  залучався до складу молодіжної збірної Данії. На молодіжному рівні зіграв у 13 офіційних матчах, забив 4 голи.
У 2010 році дебютував в офіційних матчах у складі національної збірної Данії. Наразі провів у формі головної команди країни чотири матчі, забивши один гол.